# Leiothlypis ruficapilla
La parula di Nashville (Leiothlypis ruficapilla A. Wilson, 1811) è un piccolo uccello canoro della famiglia dei Parulidi, diffuso in America Settentrionale e Centrale. Nidifica in alcune regioni degli Stati Uniti settentrionali e occidentali e del Canada meridionale, e migra per svernare in California meridionale e Texas, in Messico, e nella parte settentrionale dell'America Centrale. Ha testa grigia e dorso verde, mentre le regioni inferiori sono gialle e bianche.

## Descrizione
Con i suoi 12 cm di lunghezza, la parula di Nashville è una parula di piccole dimensioni. Sia il maschio che la femmina hanno una testa grigia che sfuma nel verdastro del dorso e delle ali, un addome bianco e gola e petto gialli. Hanno un anello oculare bianco completo, nessuna barra alare e un sottile becco nero appuntito. I maschi adulti hanno una macchia bruno-ruggine sulla corona, generalmente difficile da vedere e spesso ricoperta da piume grigie. I maschi la sollevano leggermente quando sono agitati. Le femmine e gli esemplari immaturi hanno la testa di un grigio-oliva più spento, e meno giallo sulla gola. I maschi hanno un'apertura alare di 5,8-6,6 cm, e le femmine di 5,3-6,1 cm. La parula di Nashville è strettamente imparentata con la parula di Virginia, la parula di Lucy e la parula del Colima; le quattro specie presentano generalmente un piumaggio simile.
Il canto della sottospecie nominale consiste in un rapido seewit-seewit-seewit-ti-ti-ti. I maschi cantano da posatoi aperti sul territorio di nidificazione. Il richiamo risuona come un elevato seet. Gli esemplari occidentali della razza ridgwayi emettono un canto leggermente più basso e più complesso, e una nota di richiamo più acuta.

## Tassonomia

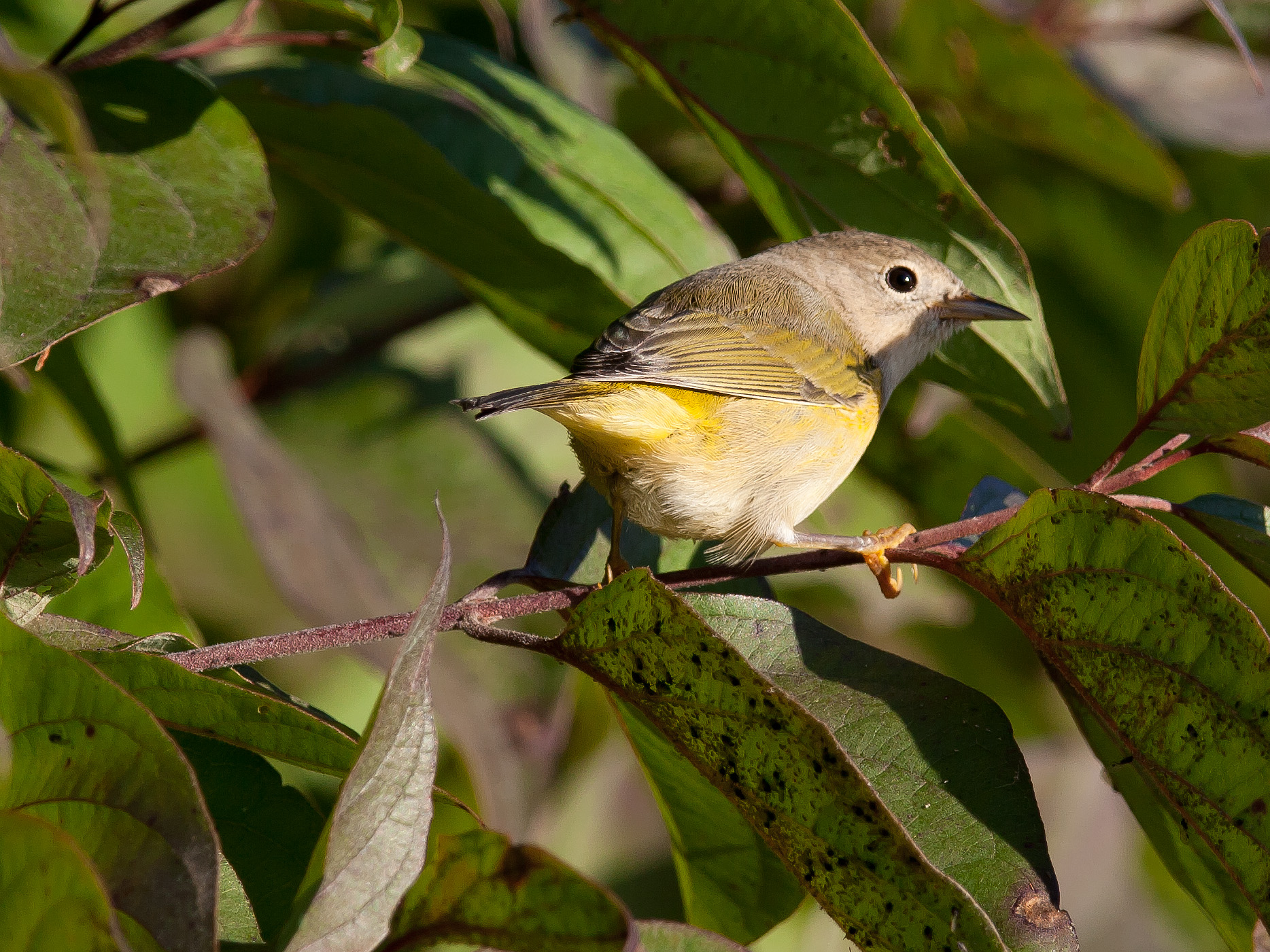
Una giovane femmina a Madison (Wisconsin).

La parula di Nashville venne originariamente descritta come Sylvia ruficapilla da Alexander Wilson nel 1811, utilizzando un nome che era già stato usato da John Latham, ma non in una descrizione valida secondo le norme del Codice Internazionale di Nomenclatura Zoologica. Forse involontariamente, Wilson scrisse Sylvia rubricapilla in un volume successivo del 1812, e in passato tale dicitura veniva usata comunemente. Il genere Sylvia attualmente è riservato alle specie del Vecchio Mondo della famiglia dei Silviidi, che non sono affatto imparentate con specie quali la parula di Nashville, che vengono classificate nella famiglia dei Parulidi, propria del Nuovo Mondo. Fino ad epoca recente, la maggior parte dei tassonomisti inserivano tale specie nel genere Vermivora. Tuttavia, questa specie forma un clade con alcune specie ad essa imparentate classificate in Vermivora, quali la parula del Tennessee e la parula di Lucy, che sono più strettamente imparentate con la parula golaflammea e la parula semilunare che con altre specie di Vermivora. Esse sono state quindi classificate nel genere Oreothlypis assieme alle parule golaflammea e semilunare, ma attualmente è stato proposto il nuovo genere Leothlypis per la parula di Nashville e le sue parenti, escludendo le ultime due specie.
Ne esistono due sottospecie, con areali di nidificazione ben separati tra loro:
- L. r. ridgwayi (van Rossem, 1929) - Canada sud-occidentale e Stati Uniti occidentali;
- L. r. ruficapilla (A. Wilson, 1811) - Canada meridionale e sud-orientale e Stati Uniti nord-orientali.

La sottospecie nominale, L. r. ruficapilla, nidifica nel Nordamerica nord-orientale. L'altra sottospecie, L. r. ridgwayi, nota come parula di Calaveras, nidifica nel Nordamerica occidentale. Quest'ultima si differenzia per il piumaggio relativamente più spento e per i movimenti della coda più persistenti.

## Distribuzione e habitat
La parula di Nashville nidifica in due aree distinte, una in Canada e negli Stati Uniti nord-orientali, e un'altra negli Stati Uniti occidentali. La parte nord-orientale del suo areale si estende dalla Côte-Nord e dall'isola del Capo Bretone nel Canada orientale all'Alberta centrale. Per la maggior parte, nidifica solamente in un'area compresa tra i 52 e i 45,5 gradi nord, ma si incontra anche, seppur meno frequentemente, negli Appalachi della Pennsylvania e della Virginia Occidentale. Nonostante prenda il nome dalla città di Nashville (Tennessee), la parula di Nashville visita quell'area solamente durante la migrazione. Essa migra verso l'estremità meridionale del Texas e della California, il medio Messico e le regioni più settentrionali dell'America Centrale (Guatemala ed El Salvador) in inverno. Nel suo areale di nidificazione, preferisce i boschi misti aperti e gli sfagneti.

## Biologia

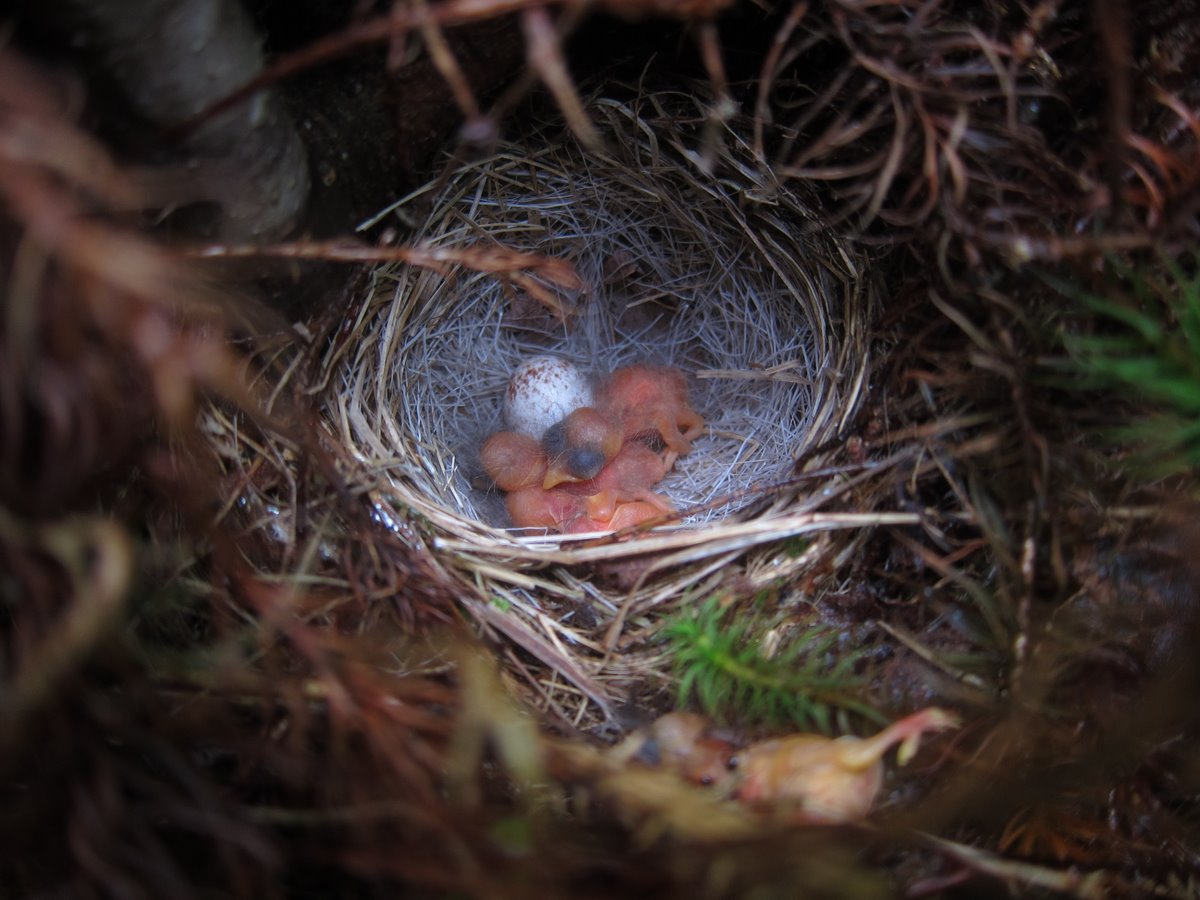
Un nido con un uovo e dei nidiacei nati da poco a Bellefeuille (Québec).

Le parule di Nashville vanno in cerca di cibo spigolando sulle parti inferiori di alberi e arbusti, facendo oscillare di frequente la coda. In inverno, si radunano insieme in stormi poco compatti, e talvolta si uniscono per nutrirsi a stormi composti da più specie. Questi uccelli si nutrono soprattutto di insetti, ma in inverno possono incrementare la loro dieta con bacche e nettare.
Le parule di Nashville costruiscono il nido sul terreno, sotto i cespugli. Il nido è una coppa aperta fatta di pezzi di corteccia, foglie e muschio e imbottita all'interno con materiali soffici quali piume o peli. Generalmente ogni covata è composta da quattro o cinque uova, che vengono covate per 11-12 giorni. Solo la femmina si dedica alla cova, ma il maschio porta lei il cibo. Alla schiusa, i piccoli sono privi di piume, fatta eccezione per un po' di piumino marrone, e hanno gli occhi chiusi. I giovani si involano e lasciano il nido 11 giorni dopo la schiusa.
È stato registrato un unico caso certo di ibridazione con la parula del Tennessee.